# Discografia de Luciano Pavarotti
Este anexo lista a discografia de Luciano Pavarotti.
O tenor  apresenta uma discografia composta por álbuns de estúdio, compilações e  álbuns ao vivo, óperas e duetos.

## Álbuns

### De estúdio
1. 1976 - O Holy Night
2. 1984 - Mamma
3. 1985 - Passione
4. 1987 - Volare
5. 1989 - Tutto Pavarotti
6. 1991 - O Holy Night
7. 1992 - Amore: Romantic Italian Love Songs
8. 1995 - Pavarotti Plus (Verdi - Hymn of the nations)
9. 1998 - The 3 tenors
10. 2000 - O Sole Mio - The Recital
11. A Night at the Opera
12. A Portrait of Pavarotti
13. I grandi successi di Pavarotti
14. Live Recordings
15. Live on Stage
16. Luciano Pavarotti
17. Notte d'amore: Popular Italian Love Songs
18. Pavarotti & Friends for Afghanistan
19. Pavarotti Songbook
20. Special Edition
21. The Best of Pavarotti & Friends
22. Tutto Pavarotti
23. Volare: Popular Italian Songs

### Óperas
1. 1966 - Beatrice de Tenda (Bellini)
2. 1967 - La fille du Regiment (Donizetti)
3. 1967 - Messa de Requiem (Verdi)
4. 1968 - Der Rosenkavalier (Strauss)
5. 1970 / 1989 - L'elisir d'amore (Donizetti)
6. 1970 / 1982 - Um ballo in maschera (Verdi)
7. 1970 - Macbeth (Verdi)
8. 1970 - Stabat Mater (Rossini)
9. 1970 - Rigoletto (Verdi)
10. 1971 - Lucia de Lammemoor (Donizetti)
11. 1972 - Turandot (Puccini)
12. 1972 - La Bohème (Puccini)
13. 1974 - Madama Butterfly ( Puccini)
14. 1974 - La Favorita  (Donizetti)
15. 1975 - Maria Stuarda  (Donizetti)
16. 1975 - Luisa Miller  (Verdi)
17. 1976 - Cavalleria Rusticana  (Mascagni)
18. 1976 / 1990 - Il Trovatore (Verdi)
19. 1976 - Au fond du temple saint (Bizet)
20. 1977 / 1992- Pagliatti (Leon Cavallo)
21. 1977 - Petite Messe Solennelle (Rossini)
22. 1978 - Tosca (Puccini)
23. 1979 - Requiem (Donizetti)
24. 1979 - Guglielmo Tell (Rossini)
25. 1980 / 1991 - La Traviata (Verdi)
26. 1980 - La Sonnambula (Bellini)
27. 1980 - La Gioconda (Ponchielli)
28. 1982 - Mefistofole (Boito)
29. 1982 - Andrea Cheniér (Giordano)
30. 1983 - Idomeneo (Mozart)
31. 1984 - Norma (Bellini)
32. 1985 - Aida (Verdi)
33. 1987 - Ernani (Verdi)
34. 1989 - Requiem (Berlioz)
35. 1989 / 1993- Rigoletto (Verdi)
36. 1991 - Otello (Verdi)
37. 1992 - Manon Lescaut (Puccini)
38. 1996 - I Lombardi (Verdi)
39. 1992 - Suzel Buon dì  (Mascagni)

### Duetos
1. 1976 - Operatic Duets
2. 2008 - Pavarotti: The Duets

### Compilações
1. 1966 - Favourite Italian Arias
2. 1968 - Arias by Verdi e Donizetti
3. 1969 - Tenor Arias fron Italian Óperas
4. 1973 - The World's Favourites Tenor Arias
5. 1977 - Le Grandi Voici Dell'Arena de Viena
6. 1977 - O sole mio: Favorite Neapolitan Songs
7. 1982 - Mattinata
8. 1979 - Verismos Arias
9. 1997 - Hits & More
10. 1999 - The Legend
11. 1999 - Les Triomphes de Pavarotti
12. 2000 - Ti adoro
13. 2001 - The Pavarotti Edition, Volume 10: Italian Popular Songs
14. 2001 - The Pavarotti Edition, Volume 11: Bonus CD
15. 2001 - The Pavarotti Edition, Volume 1: Donizetti
16. 2001 - The Pavarotti Edition, Volume 2: Bellini, Donizetti, Verdi
17. 2001 - The Pavarotti Edition, Volume 3: Verdi
18. 2001 - The Pavarotti Edition, Volume 4: Verdi 2
19. 2001 - The Pavarotti Edition, Volume 5: Puccini
20. 2001 - The Pavarotti Edition, Volume 6: Puccini e Veristi
21. 2001 - The Pavarotti Edition, Volume 7: Arias
22. 2001 - The Pavarotti Edition, Volume 8: Arias
23. 2001 - The Pavarotti Edition, Volume 9: Italian Songs
24. 2005 - The Best of Luciano Pavarotti
25. 2005 - The Best
26. 2006 - Icons
27. 2007 - Pavarotti Forever
28. 2007 - Pavarotti Forever, volume 2
29. 2007 - The Legend: Luciano Pavarotti
30. 2007 - The Ultimate Collection
31. 2007 - Pavarotti para sempre
32. 1987 - Luciano Pavarotti: Anniversary Edition
33. Romantica: The Very Best of Luciano Pavarotti
34. The Essential Pavarotti Collection II
35. The Great Luciano Pavarotti
36. The Masterpieces
37. The Pavarotti Collection, Volume 1
38. The Pavarotti Collection, Volume 2
39. The Ultimate Collection, Volume 1
40. The Ultimate Collection, Volume 2
41. The golden voice

### Ao vivo
1. 1973 - Pavarotti in Concert
2. 1976 - Operatic Recital - Pavarotti & Ricciarelli
3. 1976 - Operatic Recital - Pavarotti & Freni
4. 1981 - Live from Lincoln Center
5. 1982 - Gala Concert at the Royal Albert Hall
6. 1987 - Pavarotti at Carnegie Hall
7. 1990 - Carreras, Domingo & Pavorotti in Concert
8. 1991 - Pavarotti in Hyde Park
9. 1992 - Pavarotti & Friends I
10. 1993 - Pavarotti in Central Park
11. 1993 - My Heart's Delight
12. 1994 - Pavarotti & Friends I
13. 1995 - Pavarotti Plus I
14. 1995 - Pavarotti & Friends Together for the Children of Bosnia
15. 1996 - Pavarotti & Friends for War Child
16. 1998 - Pavarotti & Friends for the Children of Liberia
17. 1999 - Pavarotti & Friends for Guatemala e Kosovo
18. 1999 - Live Recital
19. 2000 - Pavarotti & Friends for Cambodia e Tibet
20. Ein Opernabend mit Luciano Pavarotti Live, Volume 1
21. Ein Opernabend mit Luciano Pavarotti Live, Volume 2
22. Ein Opernabend mit Luciano Pavarotti Live, Volume 3

### Soundtrack
1. 1982 - Yes, Giorgio

### Singles
1. 1990 - Caruso